# Go-Saga
Cesarz Go-Saga (jap. 後嵯峨天皇 Go-Saga tennō; , ur. 1 kwietnia 1220, zm. 17 marca 1272 r.) – 88. cesarz Japonii, według tradycyjnego porządku dziedziczenia.

## Życiorys
Przed wstąpieniem na tron nosił imię książę Kunihito (jap. 邦仁親王 Kunihito-shinnō). Był drugim synem cesarza Tsuchimikado.
Został wypędzony przez ojca i wychowywał się na dworze matki. Po śmierci cesarza Shijō tron pozostawał opuszczony przez 11 dni. Pod naciskiem sioguna, Go-Saga został osadzony na tronie. Go-Saga panował w latach 1242–1246. W 1246 r. abdykował na rzecz swojego syna cesarza Go-Fukakusa.
W 1260 r. jego drugi syn objął tron cesarski jako cesarz Kameyama. Sam usunął się do klasztoru. Jego dwaj synowie dali początek dwóm liniom cesarskim, które w dalszym etapie historii Japonii rywalizowały z sobą.
Mauzoleum cesarza Go-Saga znajduje się w Kioto. Nazywa się ono Saga no minami no misasagi.